# Allium lojaconoi
Allium lojaconoi es una especie de planta bulbosa geófita del género Allium, perteneciente a la familia de las amarilidáceas. Originaria de Malta.

## Descripción
Allium lojaconoi es una planta perenne bulbosa. Tiene un tamaño muy pequeño de sólo 5 a 10 centímetros de altura. El período de floración es el verano. La inflorescencia es capitada con once a cincuenta y seis flores son de color marrón y púrpura o de colores rosa, con seis brácteas que tienen una raya oscura en el centro.

## Taxonomía
Allium lojaconoi fue descrita por Brullo, Lanfr. & Pavone y publicado en Webbia 35: 296 (1982).
Etimología
Allium: nombre genérico muy antiguo. Las plantas de este género eran conocidos tanto por los romanos como por los griegos. Sin embargo, parece que el término tiene un origen celta y significa "quemar", en referencia al fuerte olor acre de la planta. Uno de los primeros en utilizar este nombre para fines botánicos fue el naturalista francés Joseph Pitton de Tournefort (1656-1708).
lojaconoi: epíteto